# Mesua navesii
Mesua navesii är en tvåhjärtbladig växtart som först beskrevs av F.-villar, och fick sitt nu gällande namn av André Joseph Guillaume Henri Kostermans. Mesua navesii ingår i släktet Mesua och familjen Calophyllaceae. Inga underarter finns listade i Catalogue of Life.